# Сандул Максим Олександрович
Максим Олександрович Сандул (нар. 20 лютого 1991, Вінниця, УРСР) — український баскетболіст.

## Клубна кар'єра
Вихованець БК «Київ». Дорослу баскетбольну кар'єру розпочав 2009 року в складі вище вказаної команди, кольори якої захищав до 2015 року. В середньому за гру набирав 11,8 очка та робив 9,3 підбирання. У серпні 2015 року підписав контракт з «Манресою», який діяв до завершення сезону 2015/16 років. 3 серпня 2016 року він став гравцем «Польскі Цкуер» (Торунь).
Наступного року повернувся до України, де підписав контракт зі столичним «Будівельником». У сезоні 2017/18 провів за столичний гранд 27 матчів, в яких набрав 199 очок (в середньому 7,0 очок за гру).
На початку серпня 2018 року підписав контракт зі столичним «Київ-Баскетом». Влітку 2019 року продовжив угоду з киянами. Проте вже незабаром перейшов у запорізький «Ферро-ЗНТУ» (17 матчів, 4,8 очка в середньому за гру).
У 2020 році став гравцем БК «Тернопіль», який дебютував у Суперлізі. За два сезони у футболці тернополян провів за клуб 68 матчів в чемпіонаті, у яких здобув 402 очки (5,9 пунктів в середньому за гру).
У сезоні 2022/23 вдруге у кар'єрі перейшов до «Будівельника», з яким вперше здобув золоті нагороди Суперліги, здобуваючи в середньому 11,3 очка та роблячи 11 підбирань за гру. За підсумками чемпіонату визнаний кращим центровим Суперліги та призу Олександра Білостінного.

## Кар'єра в збірній
Виступав за юнацькі збірні України різних вікових категорій. З 2011 року захищає кольори національної збірної України.

## Досягнення

### Клубні
«Тварде Перники»
- Чемпіонат Польщі
  -  Срібний призер (1): 2017

Чемпіонат України
«Будівельник»
- Чемпіон України (1): 2023

БК «Київ»
- Кубок України
  -  Фіналіст (2): 2009, 2010

- Учасник розіграшів Євровиклику ФІБА (2008—2010, 2013/14)

### Збірна
Учасник:
- Чемпіонатів Європи:
  - U-16 (2007 — 10-те місце)
  - U-18 (2008 — 12-те місце, 2009 — 14-те місце)
  - U-20 (2011 — 9-те місце)

- Універсіади (2011 — 9-те місце)